# Municipio Achocalla
Das Municipio Achocalla liegt im Departamento La Paz im südamerikanischen Anden-Staat Bolivien.

## Lage im Nahraum
Das Municipio Achocalla ist eines von fünf Municipios der Provinz Murillo und liegt im südwestlichen Teil der Provinz. Es grenzt im Westen an die Provinz Ingavi, im Süden an die Provinz Aroma, im Osten an das Municipio Mecapaca, im Nordosten an das Municipio La Paz und im Nordwesten an das Municipio El Alto.
Das Municipio hat 20 Ortschaften (localidades), der zentrale Ort des Municipios ist Achocalla mit 18.442 Einwohnern (Volkszählung 2012) im nördlichen Teil des Municipios.

## Geographie
Das Municipio Achocalla liegt am Rand des bolivianischen Altiplano auf einer mittleren Höhe von 3800 m direkt westlich der Anden-Gebirgskette der Cordillera Central im Osten.
Die mittlere Durchschnittstemperatur des Municipio liegt bei 10 °C, der Jahresniederschlag beträgt weniger als 600 mm. Die Region weist ein ausgeprägtes Tageszeitenklima auf, die Monatsdurchschnittstemperaturen schwanken nur unwesentlich zwischen 8 °C im Juli und 12 °C im Dezember. die Monatsniederschläge liegen zwischen unter 10 mm in den Monaten Juni bis August und über 100 mm im Januar.

## Bevölkerung
Die Einwohnerzahl des Municipio Achocalla ist zwischen 1992 und 2024 auf das Dreieinhalbfache angestiegen:
| Jahr | Einwohner | Quelle       |
| ---- | --------- | ------------ |
| 1992 | 13.105    | Volkszählung |
| 2001 | 15.110    | Volkszählung |
| 2012 | 21.899    | Volkszählung |
| 2024 | 46.068    | Volkszählung |

Das Municipio hatte bei der letzten Volkszählung von 2024 eine Bevölkerungsdichte von 205,7 Einwohnern/km², die Lebenserwartung der Neugeborenen lag im Jahr 2001 bei 61,4 Jahren, und die Säuglingssterblichkeit war von 7,9 Prozent (1992) auf 6,7 Prozent (2001) gesunken.
Der Alphabetisierungsgrad bei den über 19-Jährigen beträgt 82,5 Prozent, und zwar 94,1 Prozent bei Männern und 71,7 Prozent bei Frauen (2001).
84,4 Prozent der Bevölkerung sprechen Spanisch, 79,3 Prozent sprechen Aymara, und 0,9 Prozent Quechua. (2001)
33,9 Prozent der Bevölkerung haben keinen Zugang zu Elektrizität, 77,9 Prozent leben ohne sanitäre Einrichtung (2001).
75,9 Prozent der 3.908 Haushalte besitzen ein Radio, 47,3 Prozent einen Fernseher, 19,3 Prozent ein Fahrrad, 1,2 Prozent ein Motorrad, 11,3 Prozent ein Auto, 3,4 Prozent einen Kühlschrank, 6,0 Prozent ein Telefon. (2001)

## Politik
Ergebnis der Regionalwahlen (concejales del municipio) vom 4. April 2010:
| Wahlberechtigte |  | Stimmen | gültig |  | MAS-IPSP | L.U.S.-1S. | MSM    | MPS   | M-VIDA | UN    | FPV   |
| --------------- |  | ------- | ------ |  | -------- | ---------- | ------ | ----- | ------ | ----- | ----- |
| 9.014           |  | 7.969   | 4.967  |  | 1.677    | 1.355      | 526    | 486   | 455    | 382   | 86    |
|                 |  | 88,4 %  | 62,3 % |  | 33,8 %   | 27,3 %     | 10,6 % | 9,8 % | 9,2 %  | 7,7 % | 1,7 % |

Ergebnis der Regionalwahlen (elecciones de autoridades políticas) vom 7. März 2021:
| Wahl- berechtigte |  | Wahl- beteiligung | gültige Stimmen |  | MAS-IPSP | J.A.LLALLA.L.P. | PBCSP  | MTS    | ASP    | PAN-BOL | FPV    | PDC    |
| ----------------- |  | ----------------- | --------------- |  | -------- | --------------- | ------ | ------ | ------ | ------- | ------ | ------ |
| 18.289            |  | 16.669            | 14.800          |  | 7.344    | 3.943           | 919    | 844    | 519    | 377     | 199    | 150    |
|                   |  | 91,14 %           | 88,79 %         |  | 49,62 %  | 26,64 %         | 6,21 % | 5,70 % | 3,51 % | 2,55 %  | 1,34 % | 1,01 % |

## Gliederung
Das Municipio untergliederte sich bei der letzten Volkszählung von 2012 in die folgenden drei Kantone (cantones):
- 02-0104-01 Kanton Achocalla – 3 Ortschaften – 18.797 Einwohner
- 02-0104-02 Kanton Villa Concepción – 4 Ortschaften – 651 Einwohner
- 02-0104-03 Kanton Asunta Quillviri – 13 Ortschaften – 2.451 Einwohner

## Ortschaften im Municipio Achocalla
- Kanton Achocalla
  - Achocalla 18.442 Einw.

- Kanton Villa Concepción
  - Uypaca 310 Einw.

- Kanton Asunta Quillviri
  - Tuni 517 Einw. – Asunta Quillviri 412 Einw. – La Yuri 186 Einw.